# Patellapis probita
Patellapis probita är en biart som först beskrevs av Cockerell 1933.  Patellapis probita ingår i släktet Patellapis och familjen vägbin. Inga underarter finns listade i Catalogue of Life.